# Paul-Bernard de Fontaine

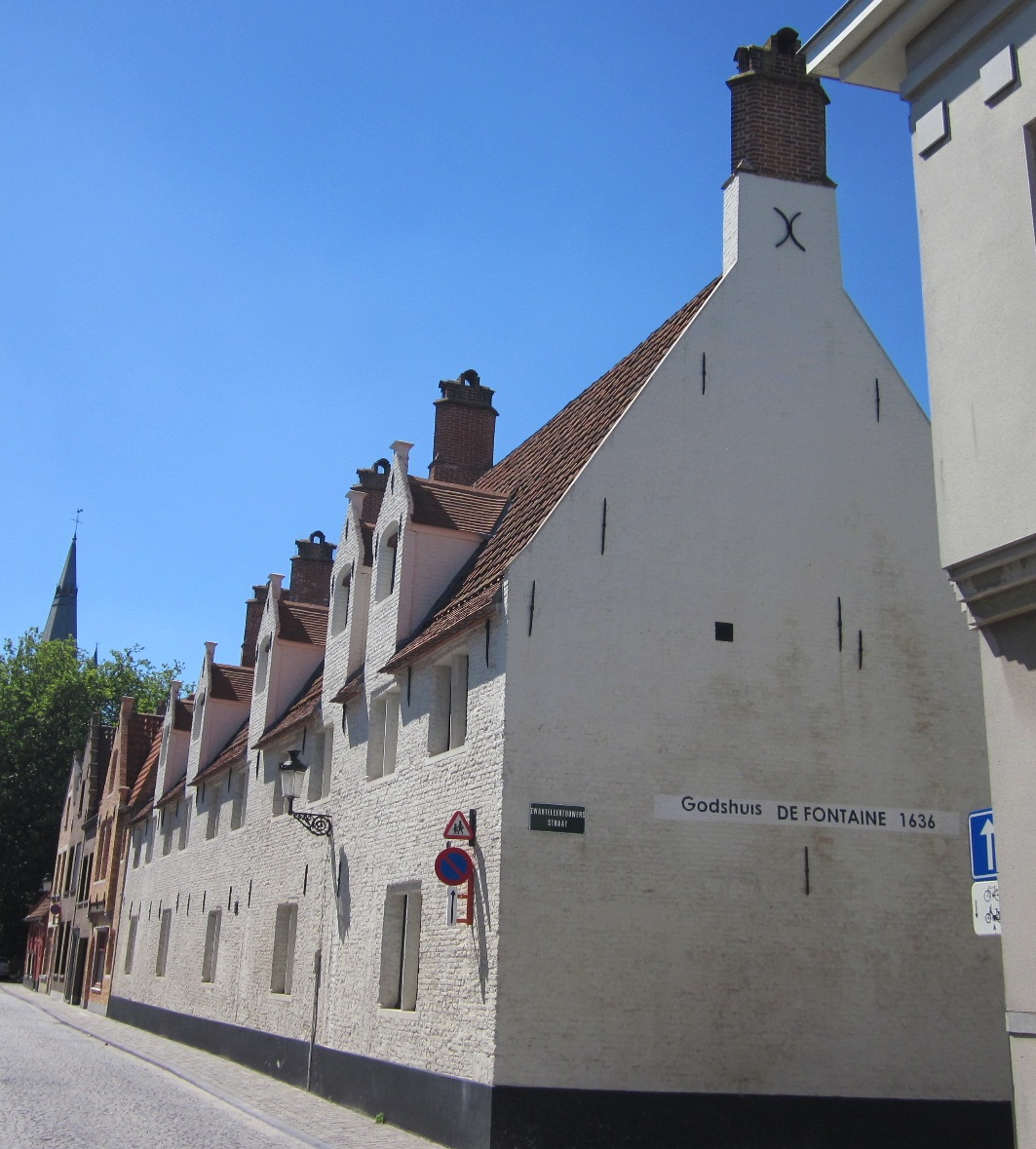
Casa de pobres DE FONTAINE (1636), N.º 82 de la Zwarteleertouwersstraat, en Brujas

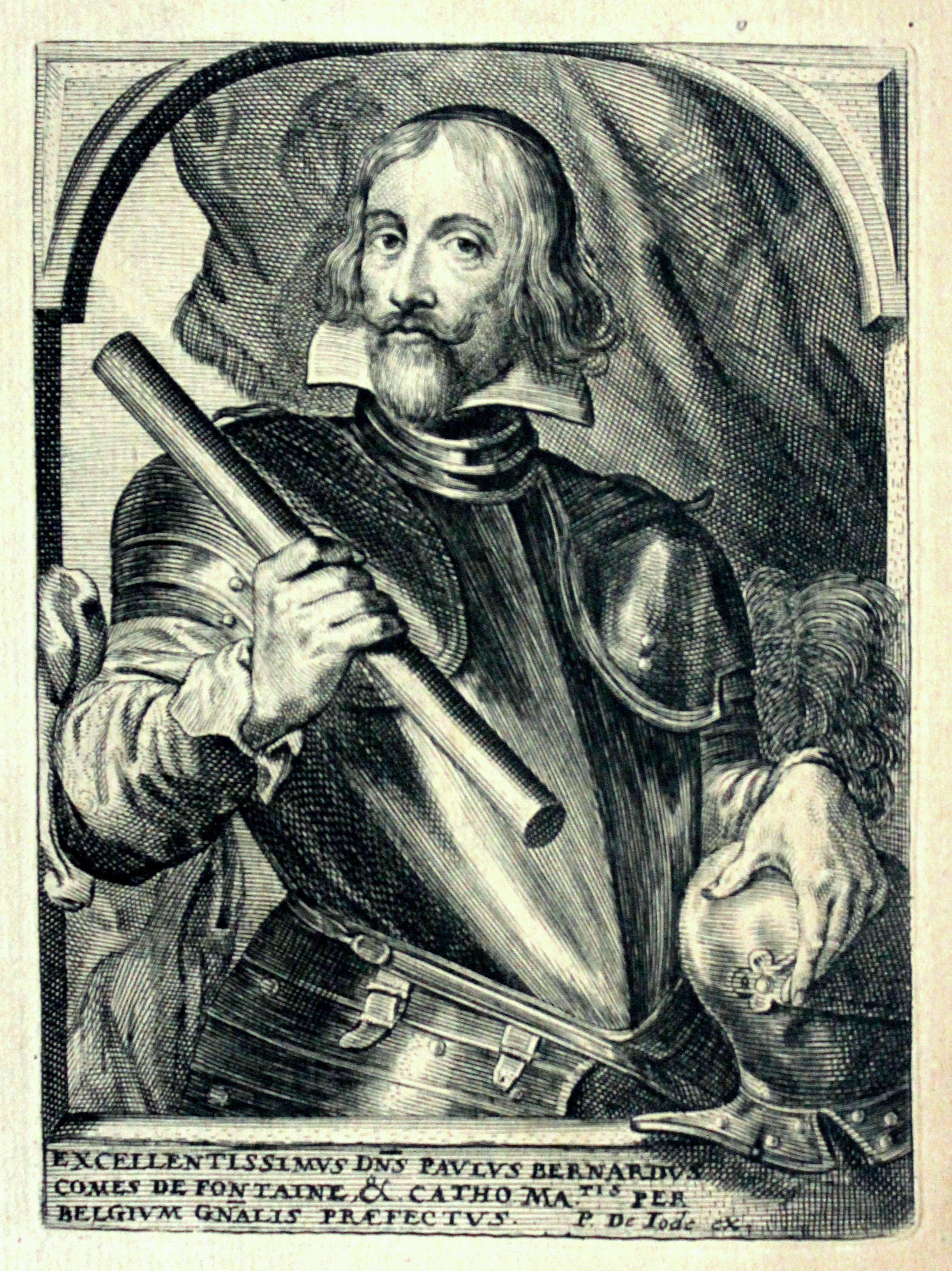
Paul-Bernard de Fontaine. Grabado de Pieter de Jode II. Hacia 1650, Amberes.

Paul-Bernard de Fontaine, señor de Gommery, también conocido como conde de Fontaine (Lorena, 1576 - Rocroi, 19 de mayo de 1643) fue comandante en jefe de la infantería española durante la Guerra de los Ochenta Años. Fue alguacil jefe de Brujas y del Franconato de Brujas, gobernador de Damme y superintendente de la gendarmería en el condado de Flandes.  El título de Conde le fue otorgado en 1627 por el emperador Fernando II.

## Biografía
Nació probablemente a finales de 1576 en el entonces independiente Ducado de Lorena. Su familia vasca llegó al ducado para ayudar a René II de Lorena en su batalla con Carlos el Temerario. Posteriormente, miembros de la familia de Fontaine ocuparon importantes cargos en la corte ducal y también adquirieron varias propiedades en el ducado.
Fue hijo único del mayordomo del duque de Lorena, François de Fontaine, y de Suzanne d'Urre. Después de la temprana muerte de sus padres, su abuelo Jean d'Urre se hizo cargo del pequeño Paul-Bernard. Debido a la avanzada edad de su abuelo, su tío Charles d'Urre se hizo cargo de la custodia. Tenía dieciséis años cuando se alistó en el ejército español, donde acabó en el regimiento valón del coronel Claude de la Bourlotte, que participó en la batalla de Nieuwpoort el 2 de julio de 1600. Tras la muerte de la Bourlotte, el regimiento, comandado por el coronel Nicolás de Catris, participó en el sitio de Ostende. El capitán de Fontaine se menciona en el ataque a las posiciones españolas el 14 de julio de 1601.  De 1616 a 1638 él mismo dirigirá esta unidad, que luego se llamará "Tercio de Fontaine" (a partir de 1603, los regimientos valones también fueron llamados "Tercio").  Fue ascendido a general de caballería y en 1638 a comandante en jefe de artillería. Como coronel de un regimiento de infantería, Paul-Bernard de Fontaine participó en la Guerra de Sucesión de Jülich-Cleves y resultó gravemente herido en 1610. También participó en importantes batallas contra las tropas holandesas, incluyendo en Hulst, Kallo y Amberes.
Entre 1601 en 1604 remodeló completamente el Castillo de Gomery, ubicado en Virton, en la Valonia.
El 6 de junio de 1612 Paul-Bernard casó con Anne de Raigecourt en Nancy. La pareja compró la mansión de Fougerolles en 1616.
Durante su gobernación de Damme, la ciudad obtuvo sus murallas heptagonales, construidas entre 1617 y 1620, según un diseño del ingeniero Guillaume Flamen.
Cuando la tregua de los doce años llegó a su fin en 1621, construyó una línea de fortalezas que iba desde Knokke hasta Lapscheure y que se conocería como la Línea de Fontaine . También construyó bastiones extramuros la fortaleza de Brujas. En marzo del mismo año también se le dio el mando de la milicia de la ciudad de Brujas.
En 1631, como comandante en jefe de las tropas españolas, rompió el sitio de Brujas que condujo el príncipe Federico Enrique de Orange-Nassau.
En 1636 fundó la casa de beneficencia de Fontaine para doce soldados pobres junto con su esposa Anne de Raigecourt. Su escudo de armas aún aparece sobre un acceso en una pared lateral, sobre una piedra conmemorativa.
En la iglesia dedicada a Santa Valburga, en la Sint-Maartensplein en Brujas, está un altar mayor que lleva su escudo de armas, el cual él donó a la (hoy desaparecida) iglesia de los Frailes Menores en Brujas; y donó otro a la iglesia de Damme.
El conde de Fontaine murió en la batalla de Rocroi en 1643 y fue enterrado en la iglesia de los Frailes Menores de Brujas. Paul-Bernard de Fontaine no tuvo hijos propios, pero adoptó a su sobrino y ahijado, Paul-Bernard de Raigecourt, a quien se le dio el nombre y título de su tío como heredero principal.

## Literatura
- Paul-Bernard de Fontaine, en: Biographie nationale de Belgique, T. VII, Bruselas, 1883
- Luc DEVLIEGHER, Las casas de Brujas, Tielt, 1968 y 1975.
- Jozef PENNINCK, El asilo "De Fontaine" en Brujas, en: Álbum Albert Schouteet, Brujas, 1973.
- Alfred Weil, " Le comte Paul Bernard de Fontaine ", Bar-le-Duc, 1888.
- Louis de Haynin, " Histoire générale des guerres de Savoie, the Bohême, du Palatinat & des Pays-Bas. 1616-1627" C. Muquardt 1868
- Ch. Guyot y L. Germain, " Paul-Bernard comte de Fontaine", en " Mémoires de la Societè d'Archeologie Lorraine" pp.301-349, 1886